# 朝原雄三
朝原 雄三（あさはら ゆうぞう、1964年8月7日 - ）は、日本の映画監督、脚本家。

## 経歴
- 香川県高松市出身[1]。高松市立一宮中学校、香川県立高松高等学校を経て、1987年[2]京都大学文学部卒業。
- 1987年、松竹に入社。山田洋次監督の下での「男はつらいよ」シリーズ・「学校」の助監督などを経て、1995年に『時の輝き』で監督デビュー。2003年の釣りバカ日誌第14作から2009年の第20作ファイナルまで監督を務め、この間、『釣りバカ日誌15 ハマちゃんに明日はない!?』で2004年度の芸術選奨新人賞を受賞した。

## 受賞
- 第44回日本アカデミー賞 優秀脚本賞（『男はつらいよ お帰り 寅さん』）[3]
- 第45回日本アカデミー賞 優秀脚本賞（「キネマの神様」）

## 主な監督作品

### 映画
- 時の輝き（1995年）- 出演：高橋由美子、山本耕史
- サラリーマン専科（1995年）- 出演：三宅裕司、田中好子
  - サラリーマン専科 単身赴任（1996年）- 出演：三宅裕司、田中好子
  - 新サラリーマン専科（1997年）- 出演：三宅裕司、岸本加世子
- 釣りバカ日誌シリーズ - 出演：西田敏行、三國連太郎
  - 釣りバカ日誌14 お遍路大パニック!（2003年）
  - 釣りバカ日誌15 ハマちゃんに明日はない!?（2004年）
  - 釣りバカ日誌16 浜崎は今日もダメだった♪♪（2005年）
  - 釣りバカ日誌17 あとは能登なれハマとなれ!（2006年）
  - 釣りバカ日誌18 ハマちゃんスーさん瀬戸の約束（2007年）
  - 釣りバカ日誌19 ようこそ!鈴木建設御一行様（2008年）
  - 釣りバカ日誌20 ファイナル（2009年）
- 武士の献立（2013年）- 出演：上戸彩、高良健吾
- 愛を積むひと（2015年）- 出演：佐藤浩市、樋口可南子
- いきなり先生になったボクが彼女に恋をした（2016年）- 出演：イェソン、佐々木希

### 映画脚本
- 男はつらいよ お帰り 寅さん（2020年）- 山田洋次との共同脚本
- キネマの神様（2021年）- 山田洋次との共同脚本

### テレビドラマ
- 蛇蝎のごとく（2012年）- 出演：市村正親、黒木瞳
- 釣りバカ日誌〜新入社員 浜崎伝助〜（2015年、2017年）- 出演：濱田岳、広瀬アリス
- 遥かなる山の呼び声（2018年、NHK BSプレミアム）
- 贋作 男はつらいよ（2020年、NHK BSプレミアム）- 共同脚本・演出
- 黒い画集〜証言〜（2020年、NHK BSプレミアム）- 共同脚本・演出